# Czesław Eckhardt
Czesław Leon Eckhardt de Eckenfeld (ur. 28 czerwca 1877 w Tarnopolu, zm. 31 lipca 1943 we Lwowie) – polski urzędnik, starosta w II Rzeczypospolitej, działacz społeczny.

## Życiorys
Urodził się jako trzecie z siedmiorga dzieci Józefa (pochodzącego z austriackiego rodu Eckhardt de Eckenfelds, lekarza, dyrektora szpitala w Tarnopolu) i Malwiny z domu Leszczyńska h. Sas-Drag. W 1897 ukończył C. K. Gimnazjum w Tarnopolu (w jego klasie był Zygmunt Klinger). Studiował prawo w Wiedniu i Krakowie uzyskując tytuł magistra. Został urzędnikiem C. K. Namiestnictwa we Lwowie, w strukturze którego w 1911 był koncepistą w Zborowie. Pod koniec istnienia zaboru austriackiego został starostą powiatu zborowskiego.
Po odzyskaniu przez Polskę niepodległości w okresie II Rzeczypospolitej pełnił urząd starosty powiatu tarnopolskiego od 1921 do 1924, następnie starosty powiatu przemyskiego od 1 września 1924 do 15 stycznia 1926. Z początkiem stycznia 1926 został przeniesiony z Przemyśla do Urzędu Wojewódzkiego we Lwowie obejmując stanowisko naczelnika wydziału oraz funkcję wicewojewody województwa lwowskiego. W 1927, na własną prośbę został zwolniony z tej funkcji i mianowany na urząd starosty powiatu lwowskiego. Z tego stanowiska odszedł 27 lutego 1937 i został przeniesiony w stan spoczynku.
W Przemyślu działał społecznie, pełnił funkcje prezesa oddziału powiatowego Ligi Obrony Powietrznej Państwa, prezesa Towarzystwa Higienicznego, zainicjował stworzenie Sekcji Zwalczania Gruźlicy i utworzenie „Poradni dla piersiowo chorych” działał w Komitecie Budowy Domu Żołnierza, w Stowarzyszeniu „Chleb dzieciom”, w Czerwonym i Złotym Krzyżu. Działał także we lwowskim okręgu Ligi Obrony Powietrznej i Przeciwgazowej.
W 1933 wydał publikację pt. Odrodzona: widowisko fantastyczne w 5 obrazach.
Zmarł 31 lipca 1943 we Lwowie, został pochowany na Cmentarzu Łyczakowskim.

## Życie prywatne
21 lutego 1908 żoną Czesława Eckhardta została Anna Baczyńska, która zmarła w 1913 (zmarła także ich córka). W 1916 ożenił się po raz drugi, z wdową Heleną Skubiejską, posiadającą już dwoje dzieci. Czesław i Helena mieli wspólnego syna, Czesława.

## Ordery i odznaczenia
- Krzyż Oficerski Orderu Odrodzenia Polski (10 listopada 1927)[21]
- Krzyż Kawalerski Orderu Odrodzenia Polski (2 maja 1923)[22]
- Złoty Krzyż Zasługi (dwukrotnie: 1934[23], 11 listopada 1936[24][25][26])
- Złota Odznaka Honorowa Ligi Obrony Powietrznej i Przeciwgazowej I stopnia (1933)[27][28]